# ورزشگاه بوخونگو
ورزشگاه بوخونگو (به لاتین: Bukhungu Stadium) یک ورزشگاه در کنیا است که در کاکامگا، کنیا واقع شده‌است.